# Балашов, Юрий Владимирович
Юрий Владимирович Балашов (7 июля 1937, Куровское, Московская область) — советский футболист, полузащитник. Мастер спорта СССР.
Спортом начал заниматься в 13 лет, играл за городскую команду. Армейскую службу проходил в спортроте в Вильнюсе, играл за «Жальгирис».
Всю карьеру в командах мастеров провёл в команде «Знамя Труда» Орехово-Зуево — в 1961—1965 годах в классе «Б» (до 1962 года вторая по силе лига, с 1963 — третья) провёл около сотни матчей (неизвестны данные по сезону 1962 года). В 1962 году вместе с командой дошёл до финала Кубка СССР.
Играл за куровскую команду КФК «Труд», был тренером. Финалист чемпионата Московской области.